# 贾法尔·沙阿
赛义德·贾法尔·沙阿（1957年3月10日—）是一位普什圖人出身的巴基斯坦政治家，属于巴基斯坦人民民族党。曾任該省議會議員。他是开伯尔-普什图省普什圖人民族委員會的成员。 他还担任委员会主席。